# Ласницталь
Ласницталь (нем. Laßnitzthal) — коммуна (нем. Gemeinde) в Австрии, в федеральной земле Штирия. 
Входит в состав округа Вайц.  Население составляет 1085 человек (на 31 декабря 2005 года). Занимает площадь 7,59 км². Официальный код  —  61726.

## Политическая ситуация
Бургомистр коммуны — Франц Виднер (АНП) по результатам выборов 2005 года.
Совет представителей коммуны (нем. Gemeinderat) состоит из 15 мест.
- АНП занимает 9 мест.
- СДПА занимает 6 мест.